# Fernando Chumaceiro
Fernando Chumaceiro Chiarelli (Maracaibo, Venezuela; 12 de julio de 1930) es un político y abogado venezolano, que consiguió ser electo como el primer alcalde de Maracaibo. Llegó al poder tras las elecciones regionales realizadas en 1989 las primeras en las que se permitió escoger directamente al poder ejecutivo de los municipios en este país.

## Biografía
Militante del partido Social Cristiano COPEI, de tendencia conservadora tuvo que empezar a gobernar un municipio afectado por el centralismo imperante en esos años. Fue miembro de la Comisión Presidencial para Asuntos Fronterizos Colombo-Venezolanos (COPAF) creada en 1989 por el presidente Carlos Andrés Pérez. 
Consiguió ser reelegido en ese cargo para el periodo 1993-1996, hasta que fue sucedido por Manuel Rosales.
En la actualidad escribe artículos de opinión para diversos periódicos y se mantiene como opositor al gobierno de Nicolás Maduro.
Su padre Fernando Méndes Chumaceiro Capriles (Willemstad, 1899-Maracaibo, 1990) descendiente de falconianos judíos que buscaron refugio en la isla de Curazao. Vivió en Panamá durante una década, experiencia que le permitió ampliar su visión comercial antes de fijar residencia definitiva en Maracaibo. Junto a su tio Armando Capriles fundó en 1926 la emblemática Cafetería Imperial, espacio que pronto se convirtio en un punto de encuentro del pensamiento y el quehacer regional. Desde allí se editó El Vocero de la Cafetería Imperial, publicación que en los años 30 sirvió de tribuna para las ideas y el debate local.
En 1935 fundó Fernando M. Chumaceiro S.A., firma comercial que amplió su radio de acción al ramo de las representaciones, con sedes en Maracaibo y Caracas. Fernando Chumaceiro fue un filántropo auténtico. Participó activamente en la fundación del Cuerpo de Bomberos de Maracaibo en 1940, donde llegó a ser segundo comandante. Fue miembro directivo de la Cámara de Comercio de Maracaibo, del Rotary Club y del Club Comercio de Maracaibo, espacios donde contribuyó a dinamizar la vida económica y social de la ciudad. Su espíritu de hermandad lo llevó a integrarse como masón activo en la logia «Regeneradores» N° 6 en la década de 1940, donde encontró otro espacio para su incesante labor filantrópica. También se desempeñó como cónsul de Panamá en Maracaibo, labor que reforzó los lazos históricos entre ambas regiones.
En el ámbito deportivo, fue miembro directivo de la Asociación Atlética del Zulia (AAZ) y uno de los propulsores de la construcción del Estadio Olímpico de Maracaibo, hoy llamado Alejandro Borges. declarado como monumento histórico-deportivo el 8 de diciembre de 1991.
El legado de Fernando Chumaceiro se extiende también al ámbito familiar. Al lado de su esposa Anita Chiarelli Marchelli, formó un hogar ejemplar del que nacieron sus hijos Fernando, Abraham, Isbelia y Armando Chumaceiro Chiarelli, quienes perpetúan con orgullo su estirpe de dedicación y servicio.